# Nederland op het Eurovisiesongfestival 1977
Nederland nam deel aan het Eurovisiesongfestival 1977 in Londen. Het was de 22ste deelname van het land aan het Eurovisiesongfestival. De NOS was verantwoordelijk voor de Nederlandse bijdrage.

## Selectieprocedure
Het Nationaal Songfestival werd gehouden op 2 februari 1977 in het Congresgebouw in Den Haag en werd gepresenteerd door Ati Dijckmeester. Tien liedjes namen deel aan deze nationale finale. De winnaar werd gekozen door 11 regionale jury's, elk van 9 mensen. Elk jurylid mocht 1 punt geven aan hun favoriete lied.
| Draw | Artist            | Song                                          | Points | Place |
| ---- | ----------------- | --------------------------------------------- | ------ | ----- |
| 1    | Oscar Harris      | Superster                                     | 5      | 6=    |
| 2    | Heddy Lester      | De mallemolen                                 | 28     | 1     |
| 3    | Arjan Brass       | Annabelle                                     | 4      | 9     |
| 4    | Bonnie St. Claire | Stop me                                       | 23     | 2     |
| 5    | Rita Hovink       | Toen kwam jij                                 | 2      | 10    |
| 6    | Air Bubble        | Jany                                          | 5      | 6=    |
| 7    | Peter Cook        | Pinokkio                                      | 8      | 4     |
| 8    | Loeki Knol        | Ik wil de wereld laten zien dat ik kan dansen | 5      | 6=    |
| 9    | Dick Rienstra     | Jouw lach                                     | 6      | 5     |
| 10   | Maggie MacNeal    | Jij alleen                                    | 13     | 3     |

## In Londen
Nederland moest tijdens het Eurovisiesongfestival als derde aantreden, voorafgegaan door Oostenrijk en gevolgd door Monaco. Op het einde van de puntentelling bleek dat Heddy Lester op de twaalfde plaats was geëindigd met een totaal van 35 punten.
België had 10 punten over voor het Nederlandse lied.

### Gekregen punten
| 12 punten | 10 punten | 8 punten           | 7 punten      | 6 punten                                              |
| --------- | --------- | ------------------ | ------------- | ----------------------------------------------------- |
|           | - België  | - Frankrijk        | - Zwitserland |                                                       |
| 5 punten  | 4 punten  | 3 punten           | 2 punten      | 1 punt                                                |
|           |           | - Ierland - Monaco |               | - Griekenland - Israël - Spanje - Verenigd Koninkrijk |

### Punten gegeven door Nederland
Punten gegeven in de finale:
| 12 punten | België              |
| 10 punten | Griekenland         |
| 8 punten  | Frankrijk           |
| 7 punten  | Verenigd Koninkrijk |
| 6 punten  | Spanje              |
| 5 punten  | Israël              |
| 4 punten  | Finland             |
| 3 punten  | Duitsland           |
| 2 punten  | Portugal            |
| 1 punt    | Ierland             |

1956 · 1957 · 1958 · 1959 · 1960 · 1961 · 1962 · 1963 · 1964 · 1965 · 1966 · 1967 · 1968 · 1969 · 1970 · 1971 · 1972 · 1973 · 1974 · 1975 · 1976 · 1977 · 1978 · 1979 · 1980 · 1981 · 1982 · 1983 · 1984 · 1985 · 1986 · 1987 · 1988 · 1989 · 1990 · 1991 · 1992 · 1993 · 1994 · 1995 · 1996 · 1997 · 1998 · 1999 · 2000 · 2001 · 2002 · 2003 · 2004 · 2005 · 2006 · 2007 · 2008 · 2009 · 2010 · 2011 · 2012 · 2013 · 2014 · 2015 · 2016 · 2017 · 2018 · 2019 · 2020 · 2021 · 2022 · 2023 · 2024 · 2025